# Coryanthes speciosa
Coryanthes speciosa é uma espécie de planta do grupo Coryanthes.

## Conservação
A espécie faz parte da Lista Vermelha das espécies ameaçadas do estado do Espírito Santo, no sudeste do Brasil.

## Taxonomia
São conhecidas as seguintes subspécies de Coryanthes speciosa Hook.
- Coryanthes speciosa var. speciosa
- Coryanthes speciosa var. espiritosantensis
- Coryanthes speciosa var. sumneriana

## Distribuição
A espécie é encontrada nos estados brasileiros de Amazonas, Bahia, Espírito Santo, Mato Grosso, Pará, Paraíba , Pernambuco, Rio de Janeiro, Rio Grande do Norte e Roraima.